# Phương tiện bay không người lái

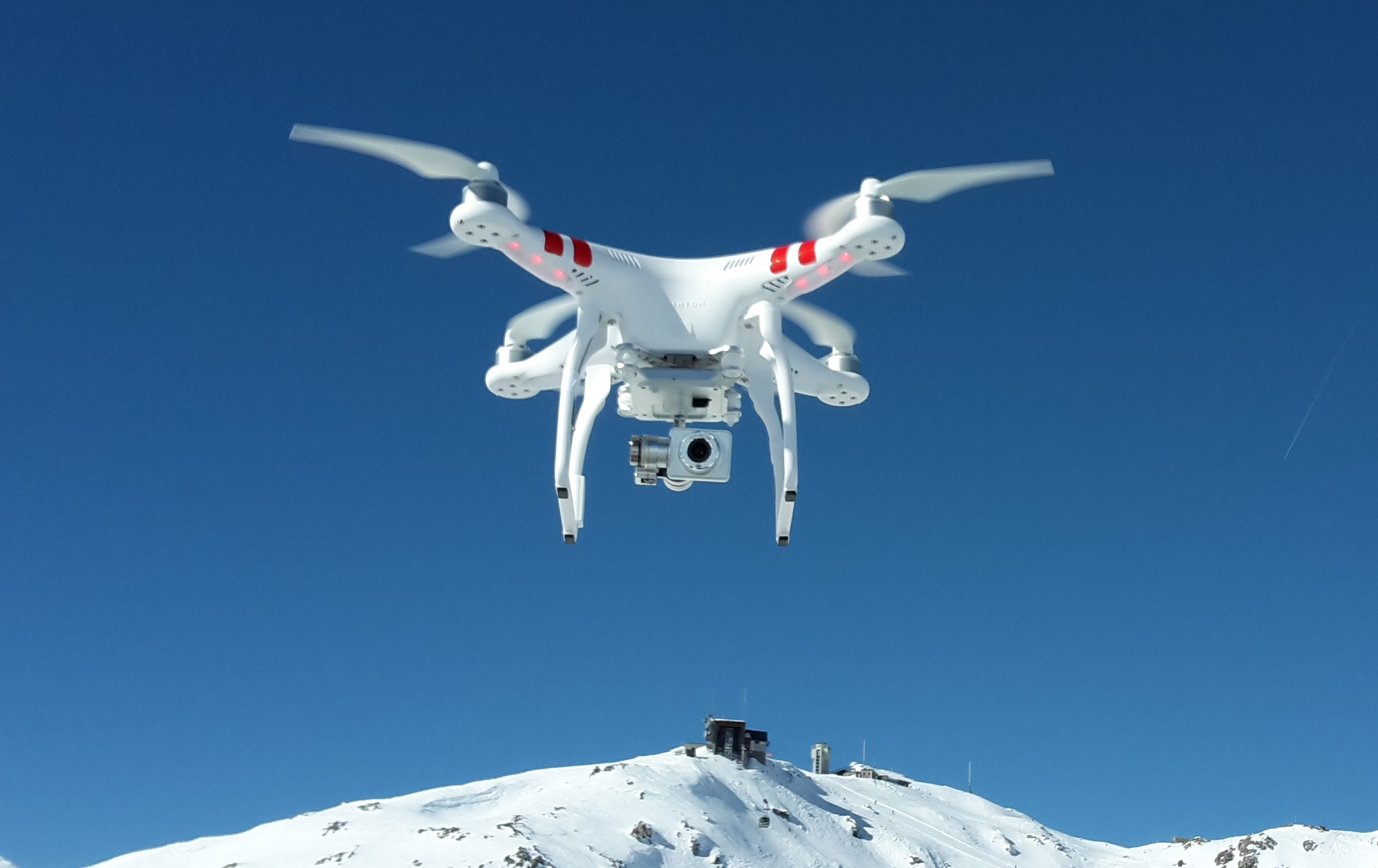
Một UAV- DJI Phantom quadcopter được dùng để chụp ảnh trên không cho thương mại và giải trí

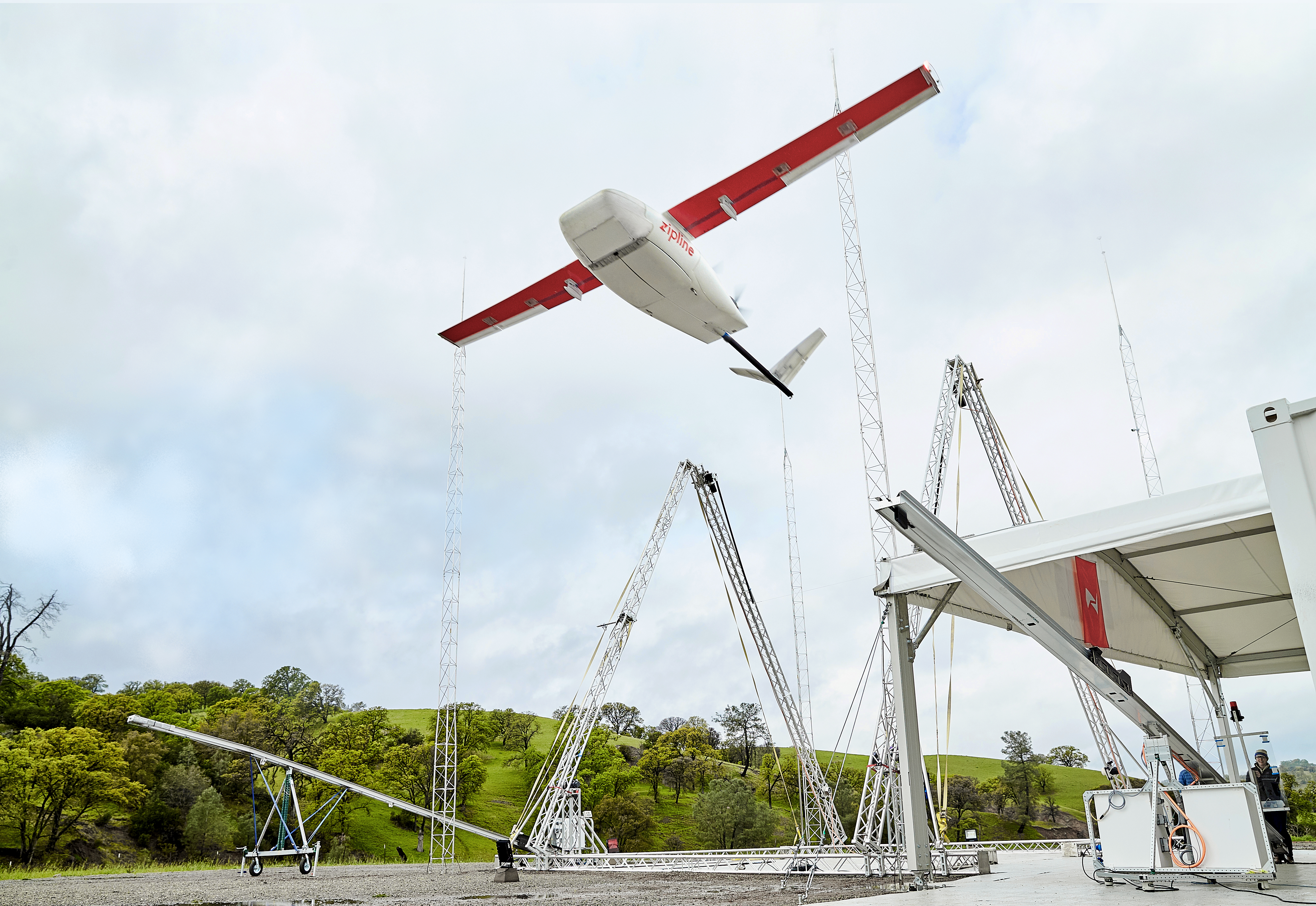
Một UAV Zipline cung cấp vật tư y tế và thuơng mại ở châu Phi.

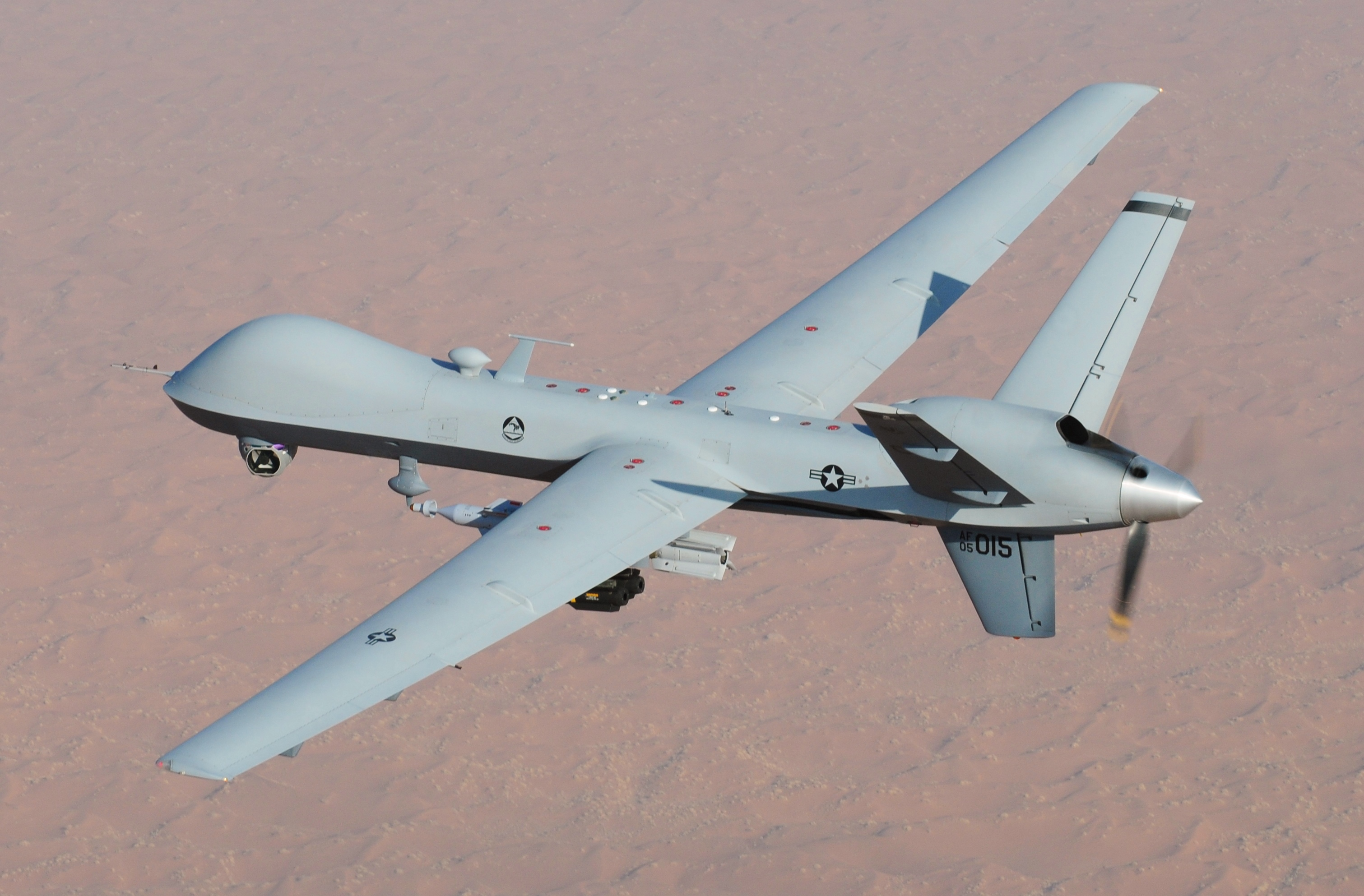
Một UAV General Atomics MQ-9 Reaper, một UAV quân sự nổi tiếng

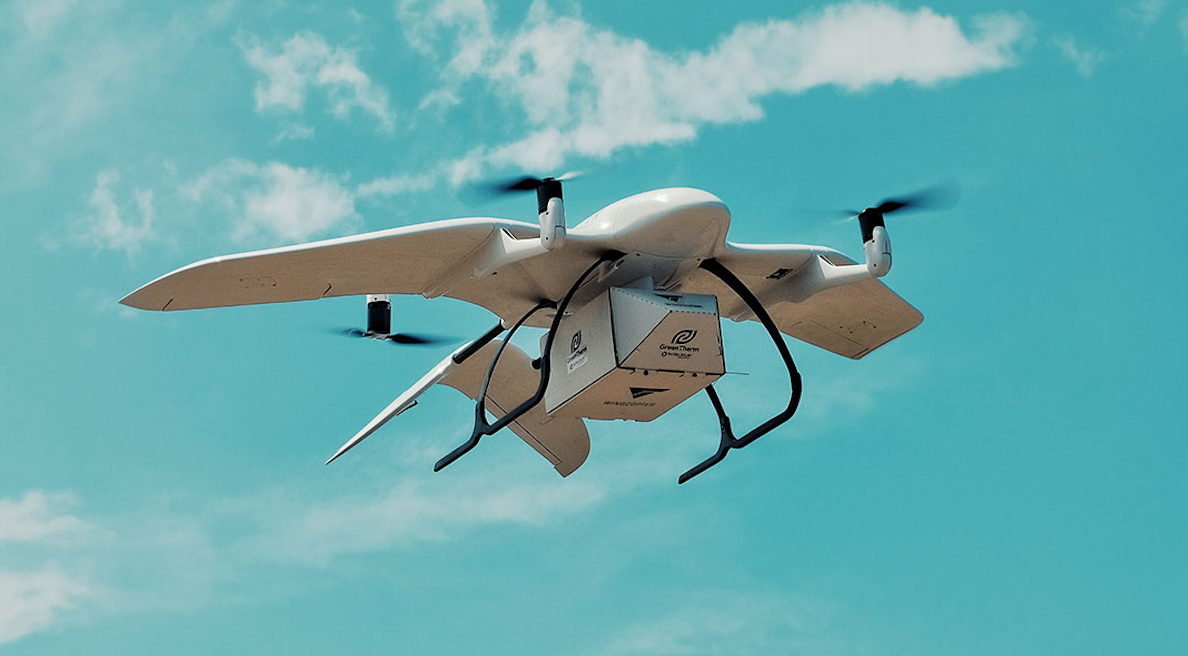
Một UAV Wingcopter tilt rotor hybrid eVTOL,giao vắc xin ở Vanuatu.

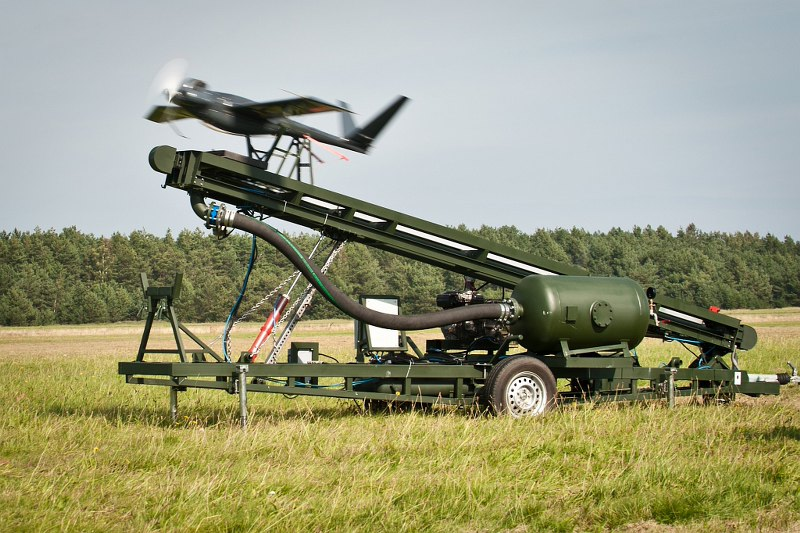
UAV được phóng từ bệ phóng

Phương tiện bay không người lái thường được gọi ngắn gọn là UAV (unmanned aerial vehicle) là tên gọi chỉ chung cho các phương tiện bay không có người điều khiển ở trên phương tiện, mà nó hoạt động một cách tự lập thông qua các phương pháp điều khiển như: Tự động hoạt động theo chương trình cài đặt sẵn; Điều khiển từ xa bởi trung tâm hay máy điều khiển; Phương pháp điều khiển hỗn hợp.
Đối chiếu tới nhóm máy bay, UAV được sử dụng ban đầu cho những nhiệm vụ quá "tốn kém, hoặc nguy hiểm" với con người. Mặc dầu chúng khởi đầu chủ yếu từ trong những ứng dụng quân sự, việc sử dụng được mở rộng nhanh chóng tới thương mại, khoa học, giải trí, nông nghiệp và các ứng dụng khác, như giám sát và bảo vệ, giao hàng, chụp ảnh trên không, kiểm tra cơ sở hạ tầng, và đua UAV. Các UAV dân sự hiện nay là đông đảo hơn nhiều so với UAV quân sự, với tổng cộng trên một triệu chiếc được bán năm 2015.

## Thuật ngữ
Một chiếc UAV được định nghĩa là một phương tiện di chuyển trong không trung, không có người lái, sử dụng lực khí động để cung cấp lực nâng, có thể bay tự hành hoặc được điều khiển từ xa, có thể thu hồi tái sử dụng hoặc không, có thể mang theo tải trọng hoặc không.
Tên lửa thường không được coi là UAV vì chính nó được sử dụng làm vũ khí chứ không phải phương tiện vận chuyển, và không thể thu hồi để tái sử dụng, mặc dù nó cũng không có người lái và một số loại có thể điều khiển từ xa. Tuy nhiên, gần đây có một số tên lửa hành trình có thể điều khiển quay về nơi phóng nếu không tìm thấy mục tiêu (giống như UAV), ngược lại cũng có một số UAV cảm tử chuyên dùng để lao vào mục tiêu và phát nổ (giống như tên lửa), khiến ranh giới giữa UAV và tên lửa bị xóa nhòa.

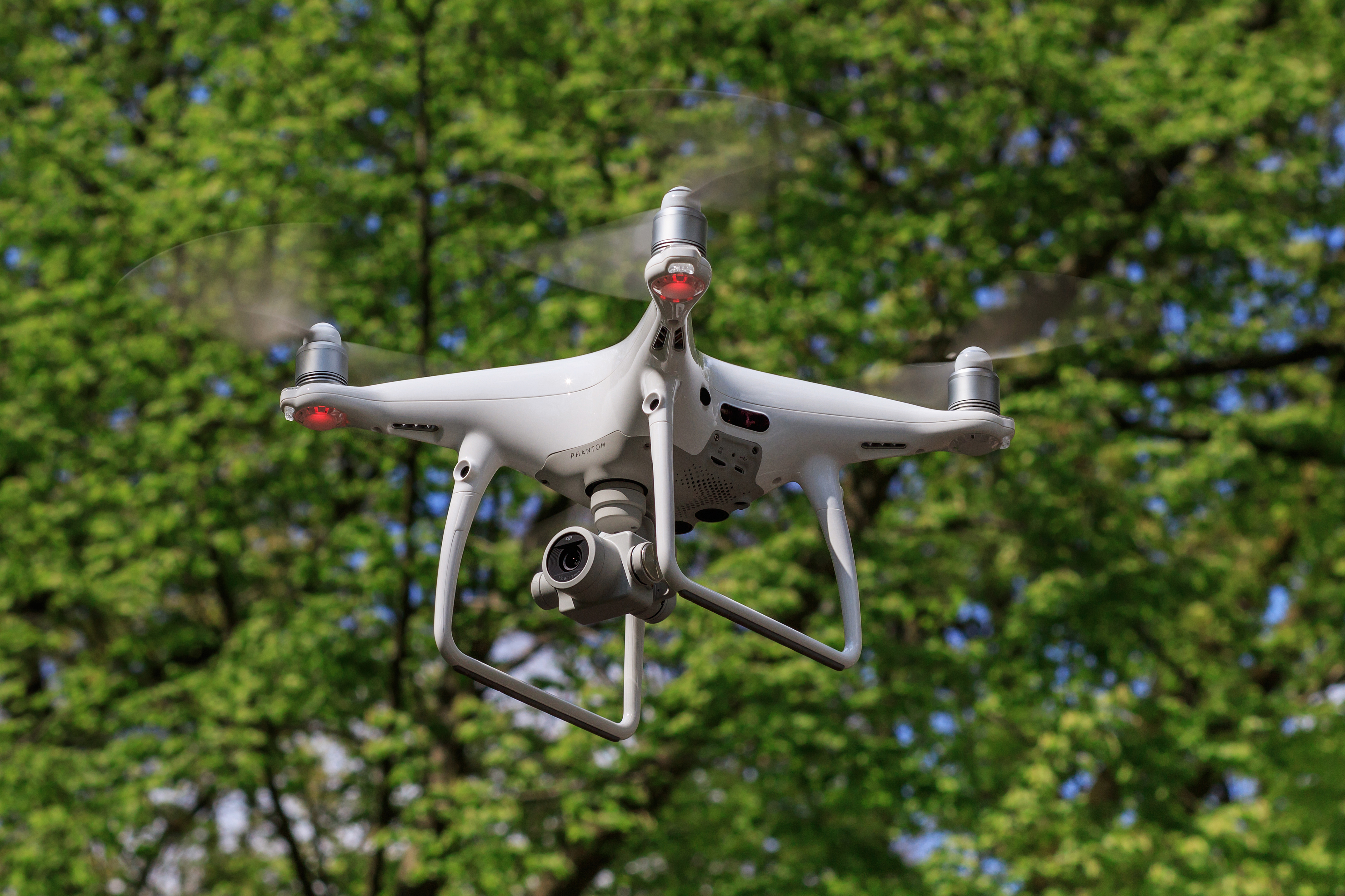
Drone Phantom 4 Pro

## Khái quát
Theo sự phát triển công nghệ hiện có các dạng UAV:
1. Máy bay theo nghĩa truyền thống được trang bị hệ thống điều khiển và lái tự động, được gọi là UAS (unmanned aircraft system), xuất hiện từ những năm 1950 và đã từng phục vụ việc do thám và trinh sát chiến trường. Loại tổ hợp máy bay này có khả năng tự động hóa các hoạt động của máy bay cao, không đòi hỏi những trang thiết bị hàng không đặc chủng, giá thành khai thác sử dụng và bảo trì hệ thống để phục vụ lâu dài rẻ, trong quân sự loại máy bay này có đặc tính tấn công chớp nhoáng.[2]
2. Phương tiện bay kiểu mới, được chế tạo rất đa dạng, có kích thước và công suất động cơ nhỏ đến trung bình, được gọi là drone.
3. Các drone có lắp camera để quan sát, và tại Việt Nam thường bị gọi nhầm là "flycam". Để thuận tiện điều khiển thao tác thì drone có nhiều cánh quạt, thường là 4.

Ứng dụng của UAV drone đang tăng lên mạnh mẽ, từ các mục đích quân sự cho đến nghiên cứu khoa học, điện ảnh - truyền hình, nông nghiệp, thương mại, vận chuyển, giải trí. Tuy nhiên vấn đề an toàn bay UAV đang đặt ra cấp thiết, gồm sự uy hiếp của nó tới khu dân cư, và đến không gian hoạt động của hàng không quân dân sự hiện nay.

### Drone

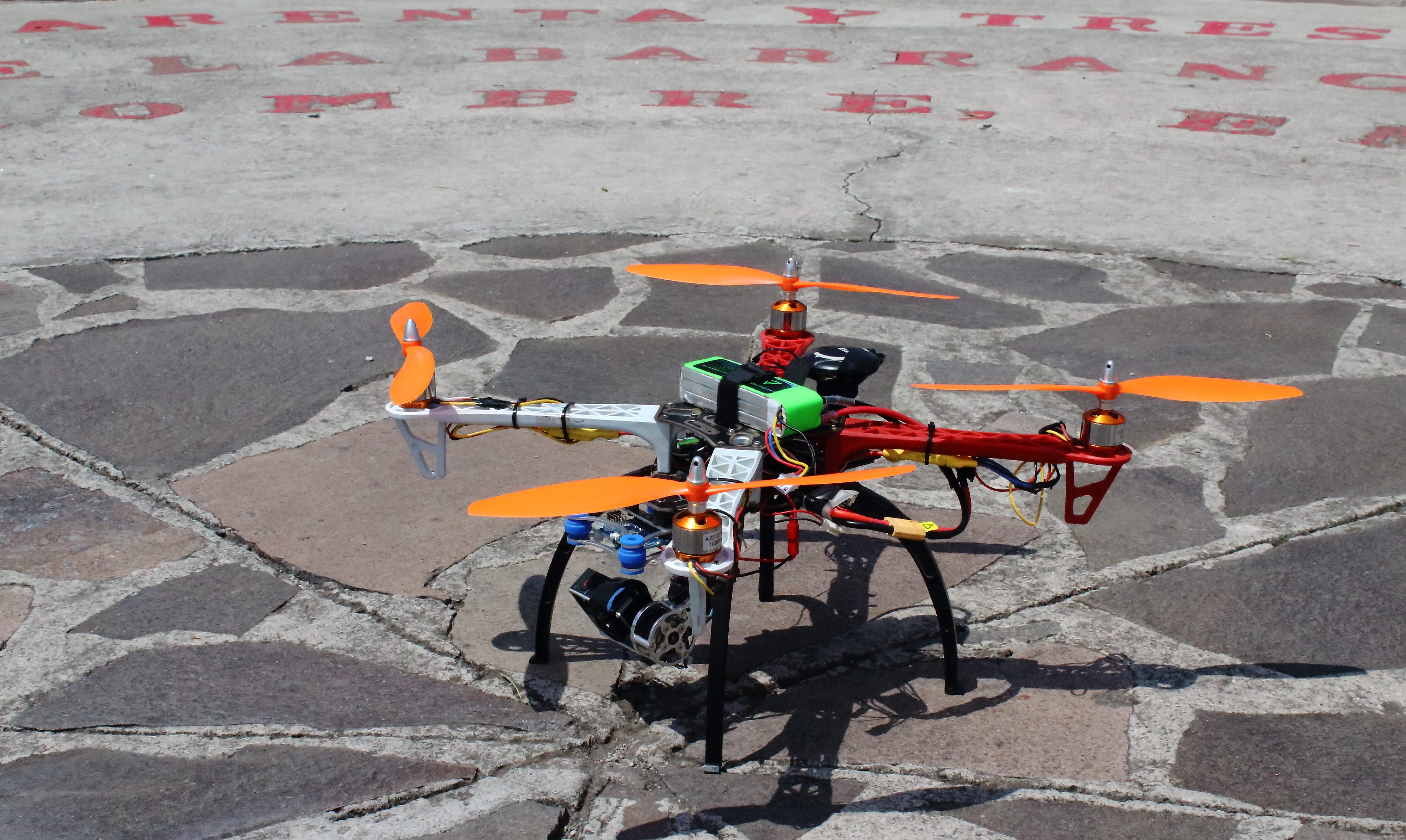
Drone lắp camera.

Thiết bị dùng cho quay phim chụp ảnh trên không (drone with camera) hay thường bị gọi nhầm tại Việt Nam là flycam, là một loại thiết bị bay không người lái có lắp camera hay máy ảnh để quay phim hoặc chụp ảnh từ trên cao. Nó được điều khiển từ xa bằng trình điều khiển riêng biệt hoặc có thể kết nối vào điện thoại, máy tính bẳng để điều khiển qua sóng wifi. Ngày nay các thiết bị này được sử dụng rộng rãi trong lĩnh vực quay phim, chụp ảnh từ trên cao.
Tuy nhiên khi sử dụng các thiết bị này, chủ máy cần phải được cơ quan có thẩm quyền cấp phép sử dụng, đặc biệt là tại các địa điểm quan trọng về quân sự, chính trị, hoặc trên vùng đất công cộng... cũng như quan hệ với quyền riêng tư của cá nhân hay cộng đồng khác. Tại các nước phát triển thì có Quy định về sử dụng phương tiện bay không người lái (Regulation of unmanned aerial vehicles) rõ ràng. Tại Việt nam do ý thức chấp hành luật pháp chưa cao, nên thường ghi nhận sử dụng drone không phép hoặc xâm nhập vùng cấm. Vụ việc gần đây nhất là vụ "Thiết bị bay không người lái uy hiếp an toàn sân bay Liên Khương" xảy ra hồi tháng 11/2018.
Drone nông nghiệp là loại UAV có cả chức năng chụp ảnh và các cảm biến khác để quan sát môi trường, nó là UAV ứng dụng trong nông nghiệp để giám sát các trang trại rộng lớn.